# Alexandros Svolos
Alexandros Svolos (Grieks: Αλέξανδρος Σβώλος) (Kruŝevo, Ottomaanse Rijk, 1892 - Athene, 22 februari 1956) was een prominent Grieks rechtsgeleerde die in 1944 enkele maanden de president was van het Politiek Comité voor Nationale Bevrijding, een door het Griekse Verzet gevormde regering tijdens de Griekse bezetting door de asmogendheden tijdens de Tweede Wereldoorlog.

## Levensloop

### Jeugd
Svolos werd in 1892 geboren in het stadje Kruševo, dat nu in Noord-Macedonië ligt, maar toen nog deel uitmaakte van het Ottomaanse Rijk. Hij studeerde in de periode 1911-1912 rechten in Istanboel en vervolgens ging Svolos aan de Universiteit van Athene studeren onder Nikolaos Saripolos. Vanaf 1915 kreeg Svolos het recht om te mogen onderwijzen aan de Universiteit.
Tussen 1917 en 1920 stond hij aan het hoofd van het Arbeid- en Sociale Politiekafdeling van het ministerie van Nationale Economie en vervolgens hielp hij om de conventies van de Internationale Arbeidsorganisatie in wetten om te zetten. Bovendien was hij tot 1922 tewerkgesteld als hoofd van de administratie te Bursa in Anatolië, een stad die toen bezet was door het Griekse leger.
In 1929 volgde Svolos zijn mentor aan de universiteit, Nikolaos Saripolos, op als lid van het Grondwettelijk Hof in Athene, een mandaat dat hij behield tot in 1946 met enkele onderbrekingen. Wegens zijn linkse politieke overtuiging werd hij in 1935 ontslagen en tijdens de dictatuur van Ioannis Metaxas werd hij in 1936 in ballingschap gestuurd op verschillende Egeïsche eilanden.

### Activiteiten tijdens en na de Tweede Wereldoorlog
Na de Duitse invasie in april 1941, werd Griekenland bezet door de asmogendheden en verdeeld in Duitse, Italiaanse en Bulgaarse zones. Als hoofd van een Comité van Macedoniërs en Thraciërs, zond Svolos herhaalde protesten naar de Duitse autoriteiten om de open annexatie van het Griekse territorium en de slechte behandeling van de Grieken door de Bulgaren aan te klagen.
Rond dezelfde periode groeide het Griekse verzet en in het begin van 1944 was een groot deel van het Griekse vasteland in handen van hen. In maart 1944 vormde de linkse EAM/ELAS-beweging een eigen regering, het Politiek Comité voor Nationale Bevrijding, dat zowel tegen de collaboratie in Athene als tegen de regering van de koning in Caïro streed. In april 1944 aanvaardde Svolos om de voorzitter van dit comité te worden.
Als voorzitter van dit comité nam Svolos in mei 1944 deel aan de Libanon-conferentie, waarbij beslist werd om een regering van nationale eenheid te vormen onder leiding van Giorgos Papandreou. Ondanks dit alles bleef het Politiek Comité voor Nationale Bevrijding haar autoriteit over Griekenland uitoefenen onder leiding van Alexandros Svolos en bleef dit doen tot de bevrijding in oktober 1944. In de regering-Papandreou kreeg Svolos het ministerschap van Financiën. Maatregelen om de Griekse economie te verbeteren maakten hem echter impopulair. Uiteindelijk nam hij in december 1944 samen met de andere ministers afkomstig uit het verzet ontslag uit de regering en keerde hij terug naar de Universiteit.
Tot 1953 was Svolos de voorzitter van de kleine socialistische ELD-partij, die in dat jaar samen met de Democratische Partij opging in de Democratische Partij voor Werkende Mensen. Samen met Georgios Kartalis was hij tot aan zijn dood in 1956 voorzitter van deze partij. Van 1950 tot aan zijn dood maakte hij tevens deel uit van het Parlement van Thessaloníki.
- Bibliothèque nationale de France: cb125473746 (data)
- CiNii: DA14971697
- Gemeinsame Normdatei: 142039071
- International Standard Name Identifier: 0000 0000 8089 0947
- Library of Congress Control Number: n86037763
- Nationale bibliotheek van Australië: 35477920
- Nederlandse Thesaurus van Auteursnamen: 07098851X
- Réseau des bibliothèques de Suisse occidentale: 02-A021736433
- Système universitaire de documentation: 067062423
- Trove: 967312
- Virtual International Authority File: 9961267
- WorldCat: E39PBJvmQvKrmtwmJTcFyxcByd